# Altingia poilanei
Altingia poilanei ist eine kleine immergrüne Laubbaumart aus der Familie der Altingiaceae innerhalb der Ordnung der Steinbrechartigen (Saxifragales). Sie kommt endemisch im Norden von Vietnam vor.

## Beschreibung

### Vegetative Merkmale
Der Baum erreicht eine Höhe von 10 bis 11 m und besitzt eine pyramidale Krone. Die jungen Zweige sind schwach flaumhaarig, besitzen eine dunkelgraue Rinde und sind mit vorspringenden Lentizellen besetzt. Die schraubig angeordneten Laubblätter besitzen einen kurzen, dicken, 0,2–1 cm langen, oberseits rinnigen, kahlen Blattstiel, der am Grund zwei große Lentizellen aufweist. Die einfache und ungeteilte, fiedernervige Blattspreite ist eiförmig, breit elliptisch bis rundlich und hat eine Länge von 6 bis 8 cm und eine Breite von 4 bis 5 cm. Sie besitzt einen abgerundeten Grund und ist vorne kurz zugespitzt. Die Spreite ist ledrig und kahl. Die 7–9 Paare von Seitennerven bilden mit der Mittelrippe ungefähr einen Winkel von 45 Grad. Die Blattnerven sind an der Blattoberseite eingesenkt, springen an der Unterseite vor und sind gegen den Rand zu verästelt. Der Spreitenrand ist entlang seiner ganzen Länge fein gesägt, mit schiefen, eine schwärzliche Drüse tragenden Zähnen.

### Generative Merkmale
Über den Bau der Blütenstände und Blüten ist nichts bekannt.
Die endständig stehenden, etwa 20–31,5 mm lang gestielten, annähernd kugeligen bis länglichen, holzigen Fruchtstände sind 21,9–31 mm lang und 21,5–27 mm breit. Sie enthalten 21–32 einzelne Früchte. Bei diesen handelt es sich um zweifächerige, verholzte, an der Spitze weißlich behaarte Kapselfrüchte, die von den vergrößerten und verhärteten Diskuslappen umgeben sind und sich mit zwei zweiteiligen Klappen öffnen. Die Griffel sind an der Frucht nicht mehr vorhanden. Die Samen sind abgeflacht und ungeflügelt und weisen an der Spitze einen kurzen Schnabel auf. Sie sind 7–10,5 mm lang und 3,2–4,5 mm breit.

## Verbreitung
Altingia poilanei ist nur aus dem Norden von Vietnam aus der Provinz Lào Cai bekannt.

## Taxonomie und Systematik
Die Art wurde erst 1965 durch die französische Botanikerin Marie-Laure Tardieu-Blot auf Basis einer Aufsammlung des Pflanzensammlers Eugène Poilane beschrieben. Der Typusfundort ist „Ta Phing“ bei Sa Pa („Chapa“).
Eine molekularbiologische Untersuchung auf der Grundlage von fünf Abschnitten der Chloroplasten-DNA hat Altingia poilanei als Teil einer nicht weiter auflösbaren Klade („Indochina clade“) gezeigt. Diese Klade enthielt außerdem noch Pflanzen von Altingia yunnanensis und solche, die nur mit Unsicherheit Altingia chinensis zugeordnet werden konnten, alle in der Umgebung des Typusfundorts von Altingia poilanei gesammelt. Nach R. Govaerts ist es daher am besten, die Art als Liquidambar poilanei (Tardieu) Ickert-Bond & J.Wen zu Liquidambar zu stellen.

## Etymologie
Die Art wurde zu Ehren des französischen Pflanzensammlers Eugène Poilane benannt, von dem die Typusaufsammlung stammt. Die Gattung Altingia ist zu Ehren von Willem Arnold Alting (1724–1800) benannt, dem Generalgouverneur von Niederländisch-Indien zur Zeit, als der Erstbeschreiber Francisco Noroña Java besuchte.